# Jerzy Jan Woźniak
Jerzy Jan Woźniak (ur. 27 grudnia 1932 w Rembertowie, zm. 9 stycznia 2011 w Warszawie) – piłkarz, olimpijczyk, reprezentant Polski, trener.
Debiutował w kadrze narodowej 29 maja 1955 w Bukareszcie w meczu z Rumunią (2:2). Uczestniczył w Igrzyskach Olimpijskich w Rzymie, zagrał we wszystkich meczach polskiej kadry.
W barwach Legii zdobył dwukrotnie mistrzostwo Polski (1955, 1956) i trzykrotnie Puchar Polski (1955, 1956, 1966).
Odznaczony Srebrnym Krzyżem Zasługi.

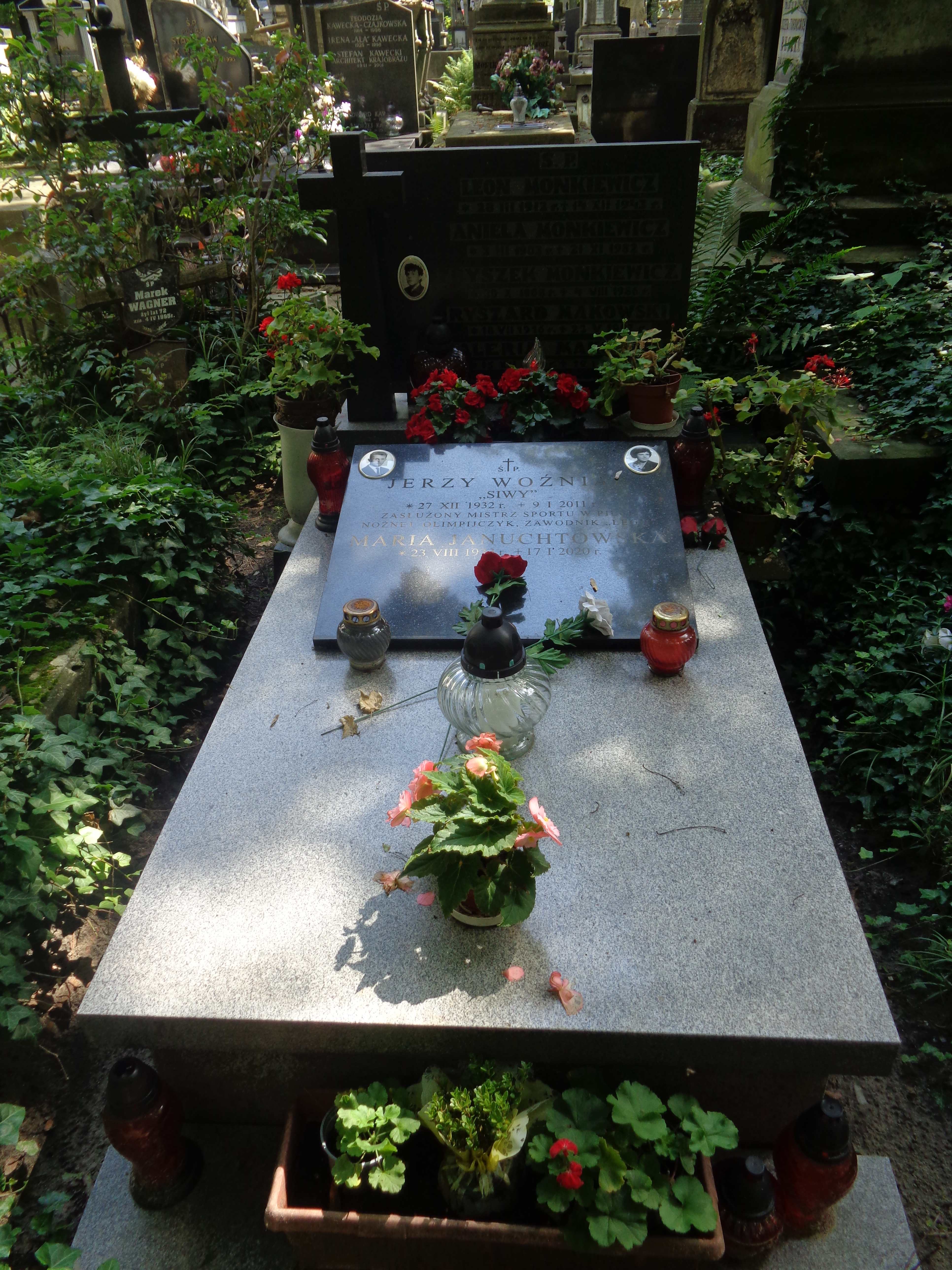
Grób Jana Woźniaka na Cmentarzu Powązkowskim

Pochowany został na cmentarzu Powązkowskim (kwatera 3-4-24).